# Aphthona claripes
Aphthona claripes es un coleóptero de la familia Chrysomelidae. Fue descrita científicamente por primera vez en 1978 por Rapilly.